# Тоболіу
Тоболіу (рум. Toboliu) — село у повіті Біхор в Румунії. Адміністративний центр комуни Тоболіу.
Село розташоване на відстані 446 км на північний захід від Бухареста, 15 км на захід від Ораді, 145 км на захід від Клуж-Напоки, 147 км на північ від Тімішоари.

## Населення
За даними перепису населення 2002 року у селі проживала 961 особа.
Національний склад населення села:
| Національність | Кількість осіб | Відсоток |
| -------------- | -------------- | -------- |
| румуни         | 946            | 98,4%    |
| угорці         | 13             | 1,4%     |

Рідною мовою назвали:
| Мова      | Кількість осіб | Відсоток |
| --------- | -------------- | -------- |
| румунська | 947            | 98,5%    |
| угорська  | 14             | 1,5%     |